# Herman Dahlbäck

Nils Herman Dahlbäck, född 7 mars 1891 i Malmö, död 16 juli 1968 i Malmö, var en svensk roddare. Han tävlade för Malmö roddklubb och blev svensk mästare vid ett flertal mästerskap. 
Herman Dahlbäck deltog i de olympiska sommarspelen i Stockholm 1912. Han deltog i två klasser - inriggad fyra med styrman och åtta med styrman. Dahlbäck satt på stråkposition i både fyran och åttan vilket innebär att han är den roddare som övriga i båten ska följa i minsta rörelse. Besättningen i inriggad fyra med styrman bestod utöver Herman Dahlbäck av Ture Rosvall, Conrad Brunkman, William Bruhn-Möller och Wilhelm Wilkens som cox, d.v.s. styrman. Roddarna kom från klubbar både i Malmö och Helsingborg men tävlade under OS för Roddklubben af 1912. Laget hade en engelsk tränare i Mr James "Jack" Farell. Farell hade anlitats av Svenska Olympiska Roddkommittén ett år tidigare för att sätta samman och träna lag inför OS. Guldmedaljen tog den danska båten från "Nykjøbings paa Falster" hand om med god marginal. Möjligen påverkades det svenska resultatet av att roddarna några timmar tidigare även hade deltagit i kvartsfinalloppet för åtta med styrman där man åstadkom en femteplacering.